# All My Loving
All My Loving (englisch für: Meine ganze Liebe) ist ein Lied der britischen Band The Beatles aus dem Jahr 1963. Komponiert wurde das Lied von Paul McCartney, es steht jedoch unter dem bei den Beatles üblichen Copyright Lennon/McCartney. Veröffentlicht wurde das Lied erstmals auf dem zweiten Beatles-Album With the Beatles, 1964 in den USA auch auf Meet The Beatles!

## Hintergrund
Grundsätzlich war All My Loving der erste Höhepunkt unter den McCartney-Kompositionen. Das Lied entstand im Mai 1963 während einer Beatles-Tournee mit Roy Orbison. Im Tourbus schrieb McCartney beim Bereisen des Moss Empires Circuit – was er sonst bei keinem Lied tat – zunächst den Text. Die Musik komponierte er im Backstage-Bereich eines Varieté-Theaters von Moss Empires auf einem dort abgestellten Klavier, da er gerade keine Gitarre zur Hand hatte, auf dem er zunächst die Akkorde zum Lied zusammensuchte.
All My Loving wurde schnell ein fester Bestandteil im Live-Repertoire der Beatles und war auch das erste Lied, das die Band am 9. Februar 1964 in der US-amerikanischen Ed Sullivan Show in New York vor geschätzten 73 Millionen Zuschauern spielte.
John Lennon, der bei seinem Gitarrenpart mit dem Spielen der Akkorde als Triolen – eine Idee, die erst am Ende der Liedentstehung aufgekommen war – einen treibenden Rhythmus des Stückes bewirkt, bedauerte in einem Interview 1980, dass er All My Loving nicht geschrieben habe, da es „ein verdammt gutes Stück Arbeit ist“ (“A damn good piece of work”).

## Aufnahme
Die Beatles nahmen All My Loving am 30. Juli 1963 in den Abbey Road Studios in London auf. Produzent war George Martin, assistiert von Norman Smith. Die Band nahm insgesamt elf Takes von All My Loving auf, auf letzteres wurden drei zusätzliche Overdubs aufgenommen. Am 21. August 1963 wurde eine Monoabmischung gefertigt; am 29. Oktober 1963 eine Stereoabmischung.
Besetzung
- John Lennon: Rhythmusgitarre, Hintergrundgesang
- Paul McCartney: Bass, Gesang
- George Harrison: Leadgitarre, Hintergrundgesang
- Ringo Starr: Schlagzeug

## Veröffentlichungen
- Am 12. November 1963 erschien in Deutschland das erste Beatles-Album With the Beatles, auf dem All My Loving enthalten ist. In Großbritannien wurde das Album am 22. November 1963 veröffentlicht, dort war es das zweite Beatles-Album. In den USA wurde All My Loving auf dem dortigen zweiten Album Meet the Beatles! am 20. Januar 1964 veröffentlicht. Die deutsche Stereopressung des Albums enthält, im Gegensatz zu anderen internationalen Varianten des Albums, die Version von All My Loving mit dem Hi-Hat-Intro von Ringo Starr.[6]
- Eine Single wurde weder in Großbritannien noch in den Vereinigten Staaten veröffentlicht. Dennoch begann der britische DJ David Jacobs es wiederholt im Radio zu spielen, worauf dem Lied eine größere Aufmerksamkeit zuteilwurde. Es erschien allerdings in beiden Ländern auf EP, in Großbritannien am 7. Februar 1964 auf der EP All My Loving, in den USA am 11. Mai 1964 auf der EP Four by the Beatles.
- In Deutschland wurde am 20. Februar 1964 All My Loving hingegen als Single veröffentlicht und erreichte Platz 32 der deutschen Single-Charts. Die B-Seite der deutschen Single ist I Wanna Be Your Man.
- Obwohl All My Loving in den USA nicht als Single erschien, erreichte es dort Platz 45 der Billboard Hot 100, da die Single mit der vom benachbarten Kanada importiert wurde, wo es ein Nummer-eins-Hit war. Die kanadische Single erschien am 9. März 1964 und hatte als B-Seite Please Mr. Postman.
- Im April 1973 wurde das Kompilationsalbum 1962–1966 veröffentlicht auf dem sich All My Loving befindet.
- Eine Liveaufnahme, die am 23. August 1964 im US-amerikanischen Amphitheater Hollywood Bowl (Los Angeles) entstand, erschien im Mai 1977 auf dem bis dato einzigen offiziellen Livealbum der Beatles The Beatles at the Hollywood Bowl.
- Neben der Studio-Fassung nahmen die Beatles unter Livebedingungen vier weitere Fassungen von All My Loving für BBC Radio auf. Die Aufnahme, die hierfür am 28. Februar 1964 entstand und am 30. März 1964 in der Sendung From Us To You ausgestrahlt wurde, erschien im November 1994 auf dem Album Live at the BBC.
- Am 20. November 1995 erschien das Album Anthology 1 auf dem sich eine Liveaufnahme in Mono für die Fernsehsendung The Ed Sullivan Show befindet.
- Am 17. Dezember 2013 erschien das Album The Beatles Bootleg Recordings 1963, auf dem sich eine weitere BBC-Aufnahmen von All My Loving befinden. Diese stammt vom 20. Dezember 1963 und wurde im BBC Paris Theatre, London, eingespielt.
- Am 10. November 2023 wurde das Kompilationsalbum 1962–1966 erneut wiederveröffentlicht. Auf diesem befindet sich All My Loving in einer von Giles Martin und Sam Okell 2023 neu abgemischten Version.

## Kommerzieller Erfolg

### Chartplatzierungen
| ChartsChartplatzierungen | Höchstplatzierung | Monate |
| ------------------------ | ----------------- | ------ |
| Deutschland (GfK)        | 32 (1 Mt.)        | 1      |

### Auszeichnungen für Musikverkäufe
All My Loving erhielt 2024 eine Silberne Schallplatte in Großbritannien für mehr als 200.000 Verkäufe.
| Land/Region                  | Auszeichnungen für Musikverkäufe (Land/Region, Auszeichnung, Verkäufe) | Verkäufe |
| ---------------------------- | ---------------------------------------------------------------------- | -------- |
| Vereinigtes Königreich (BPI) | Silber                                                                 | 200.000  |
| Insgesamt                    | 1× Silber ·                                                            | 200.000  |

Hauptartikel: The Beatles/Auszeichnungen für Musikverkäufe

## Coverversionen
Seit 1964 werden beständig Coverversionen von All My Loving veröffentlicht, darunter Fassungen von Alvin and the Chipmunks, Herb Alpert, Jim Sturgess, Helloween, Fancy, Emilie Autumn oder auch Amy Winehouse. Eine Handvoll Cover-Versionen erreichte Chartpositionen; beispielsweise war eine balladeske Fassung von Johnny Young aus dem Jahr 1967 ein Top-10-Hit in Australien. Herb Alperts Instrumentalfassung diente bis in die 1990er Jahre auch als Erkennungsmelodie der WDR-2-Hörfunksendung Quintessenz.
Paul McCartney nahm das Lied in sein Konzertprogramm auf und zwei Liveversionen wurden veröffentlicht. Die erste erschien 1993 auf dem Album Paul Is Live, die zweite auf dem Album Back in the U.S. im Jahr 2002.